# 유명 (제천왕)
제천왕 유명(濟川王 劉明)은 중국 전한의 황족·제후왕이다. 양효왕의 2남이다.
경제 중5년(기원전 145년) 5월 정묘일에 형 유매와 함께 후작에 봉해져 환읍후가 됐다. 아버지가 경제 중6년(기원전 144년)에 죽자 큰아버지 경제가 할머니 효문황후를 만족시키기 위해 형제들을 모두 왕으로 만들어 주면서, 양나라의 일부를 분할한 제천나라의 왕이 되었다. 이해를 바로 원년으로 삼았다.
제천왕 명 7년(기원전 138년), 제천나라의 태부와 중부(中傅), 또는 중위를 쏴 죽여, 주살하라는 청이 들어왔으나 무제가 그러지 못해 폐서인되어 한중군 방릉현에 유배되었다. 제천나라는 폐지되었으며, 양나라에 돌려주지 않고 한 조정의 관할로 들어갔다.